# Jaime Grondona
Jaime Andrés Grondona Bobadilla (Valparaíso, 15 aprile 1987) è un calciatore cileno, attaccante del Scarborough SC.